# Супремасизм
Супремасизм — переконання, що певна раса, вид, етнічна група, релігія, стать, система вірувань або культура перевершує інші та надає право тим, хто ототожнюється з ними, домінувати, контролювати або керувати тими, хто не ототожнюється.

## Гендерний
Багато антропологів вважають, що чоловічий супремасизм, також відомий як «чоловіче домінування» або «патріархат», існував у всіх культурах протягом всієї людської історії. При супремасизмі особливі права або статус надаються чоловікам, тобто вважаються «чоловічим привілеєм». Така перевага забезпечується за допомогою різних культурних, політичних та міжособистісних стратегій. Інші зазначають, що це часто було урівноважено різними формами жіночого впливу. З XIX століття почало зростати число феміністських рухів, які виступають проти переваги осіб, і що домагаються рівних юридичних прав і гарантій для жінок у всіх культурних, політичних та міжособистісних відносинах. Останнім часом, на противагу андроцентризму, що стверджує перевагу чоловіків над жінками, виник гіноцентризм, з точки зору якого, жінки за багатьма параметрами перевершують чоловіків.

## Расовий
За часів європейського колоніалізму в Південній Америці, Африці, Австралії, Океанії та Азії ідея переваги білої раси («білий супремасизм») та вираз «Тягар білої людини» широко використовувалися для виправдання імперіалістичної політики, подаючи її як благородну ініціативу.
Після Громадянської війни в США на півдні країни була сформована таємна організація під назвою Ку-клукс-клан. Її метою було відновлення вищості білих після періоду Реконструкції півдня. Вони проповідували перевагу над усіма іншими расами, а також над євреями, католиками та іншими меншинами. Деякі автори вважають Ку-Клукс-Клан однією з форм білого супремасизму. На сьогодні у США є багато подібних організацій.
На початку 20-го століття і до кінця Другої світової війни, упродовж епохи Сьова, пропаганда Японської імперії використовувала стару концепцію Хакко Ічіу, пропагуючи ідею про те, що японці — вища раса, покликана керувати Азією та Тихим океаном. Збереглися численні документи, що стверджували концепцію расової переваги японців, такі як кокутай, Shinmin no Michi та дослідження світової політики з японцями, як центроутворуючою нацією.
Протягом 1930-х і 1940-х років нацистська партія Адольфа Гітлера проповідувала існування арійської раси, і шляхом завоювань, намагалася створити, відповідно до цієї концепції, загальноєвропейську імперію. Нацистська партія разом зі своїми японськими союзниками становила великий сегмент «Країн осі» під час Другої світової війни.
В Африці темношкіре населення Південного Судану стверджує, що потерпає від расистських нападів з боку арабів, які також проживають в країні, ототожнюючи їх з історичним фактом прояву «білого супремасизму» під назвою «апартеїду в Південній Африці». Факти геноциду під час дарфурського конфлікту описують як приклад арабського расизму.
Останнім часом існує також «чорний супремасизм» (Black supremacy), який стверджує вищість чорної раси. Ідеологія чорного супремасизму характерна для таких організацій, як Нація ісламу та Партія чорних пантер.
Деякі ідеологи чорного супремасизму є прихильниками так званої «меланінової теорії» (Melanin theory). З точки зору прихильників цієї теорії меланін (природний темний пігмент, що міститься в шкірі людей африканського походження), зумовлює особливі здібності представників чорної раси;. Існує навіть твердження, ніби білий колір шкіри є аномалією, викликаною генетичною мутацією (різновид альбінізму)
.

## Релігійний
Деякі вчені та письменники стверджують, що християнський супремасизм був мотивацією для хрестових походів на «Святу землю», а також для хрестових походів проти мусульман та язичників у всій Європі. Існують висловлювання про те, що Трансатлантична работоргівля була однією з частин християнського супремасизму. Також висловлюється припущення, що підтримка президента Джорджа Буша-молодшого, християнського фундаменталіста, була пов'язана з його «християнським баченням супремасизму» щодо політики на Близькому Сході.
Деякі вчені та письменники говорять про існування ісламського супремасизму. Коран та інші ісламські документи допускають нетерпимі тлумачення, які були використані супремасистами для виправдання переваги ісламу. Конкретні приклади: мусульманська участь в африканській работоргівлі, «панісламізм» початку 20 століття (Абдул-Хамід II), джизья та правила вступу до шлюбу в мусульманських країнах, що накладаються на немусульман, вільні мусульманські тлумачення правил плюралізму в Малайзії і «оборонний» супремасизм, який практикують деякі мусульмани-іммігранти в Європі. Інші автори говорять про «згубні, злі ісламські догми про перевагу», і що супремасизм притаманний ісламу. Брюс Бавер стверджує, що принци Саудівської Аравії фінансують установи, які описують звинувачення в ісламському супремасизмі як "ісламофобську брехню «.
Деякі вчені та письменники говорять про єврейський супремасизм, часто по відношенню до Ізраїлю та сіонізму. Ілан Паппе пише, що Перша алія в Ізраїлі „створила суспільство, в основі якого лежить ідея єврейської вищості“. Джозеф Массад вважає, що „єврейський супремасизм“ завжди був „домінантним принципом“ релігійного та світського сіонізму. Антидефамаційна ліга засуджує як „антисемітську“ літературу про „Єврейський супремасизм“, за авторством Девід Дюка та Кевіна Б. Макдональда.
Зороастризм, рання монотеїстична віра, яка вплинула на юдаїзм, християнство та іслам, зародилася серед людей, які називають себе арійцями, в тому числі персів. Роботи Фрідріха Ніцше, на кшталт „Так говорив Заратустра“ (інша назва Зороастр) були інтерпретовані нацистами як основа для своїх ідей арійської надлюдини переваги білих. Нацисти також присвоїли символ зороастризму — фаравахар.

## Інші форми супремасизму
Існують й інші види забобонів, що стверджують перевагу людей, яким властиві ті чи інші ознаки:
- Гетеронормативність (англ. Heteronormativity) — світогляд, при якому гетеросексуальність розуміється як соціальна норма сексуальної поведінки людини[34].

- Дискримінація за віком або ейджизм — дискримінація людини на підставі її віку. Проявляється в готовності сприймати адекватно та співпрацювати лише з тими людьми, хто відповідає якомусь заздалегідь встановленим критерію віку.

- Генетична дискримінація — теорія, за якою перевага людини визначається її генами, а не особистими рисами[35]
- Дискримінація за зовнішнім виглядом, зростом та вагою (лукізм[36] , Дискримінація за зростом[en]
- [37][38][39][40], en: Sizeism[41]).

- Існує також форма супремасизму, заснована на дискримінації за кольором шкіри (колоризм)[42], на дискримінації за мовною ознакою або по акценту[43]. При цих формах дискримінації індивіди зі шкірою певного кольору (зазвичай більш світлою), що говорять на певній мові або мають певні акценти вважають себе кращими, ніж ті, хто цих ознак не має, і в силу цього вони претендують на вище положення в суспільстві.